# Zeitschenberg
Der Zeitschenberg ist ein 1433 m ü. A. hoher Berg im Süden des Reichraminger Hintergebirges in Oberösterreich.

## Beschreibung
Der knapp außerhalb des Nationalpark Kalkalpen liegende, freistehende Gebirgsstock wird im Norden und Westen vom Hanslgraben, im Osten vom Holzgraben und im Süden vom Rußgraben umschlossen. Über den Rußgraben führt die Landesstraße L 550 auf den Hengstpass (985 m), welcher sich südöstlich des Zeitschenberges befindet. Der Berg ist, obwohl leicht erreichbar, touristisch nicht erschlossen. Dennoch kann er leicht begangen werden; ebenso laden aber auch rings liegenden Almen (Hanslalm, Dörflmoaralm, Spitzenbergalm, Zeitschenalm) ein, den Berg zu umrunden. Über den im Nordosten liegenden Ahornsattel gelangt man zur ehemaligen Bergarbeitersiedlung Weißwasser und weiter nach Brunnbach.